# Cristot
Cristot é uma comuna francesa na região administrativa da Normandia, no departamento Calvados. Estende-se por uma área de 3,9 km². Em 2010 a comuna tinha 223 habitantes (densidade: 57,2 hab./km²).